# 佩库亚乌帕齐拉
佩库亚乌帕齐拉 (英语: Pekua Upazila) 是孟加拉国吉大港专区科克斯巴扎尔县的一个乌帕齐拉。该地总面积312.47平方千米，位于北纬21°43'-21°54'，东经91°53'-92°02。总人口为149658人，其中男性人口76772人，女性人口72886人。